# Вандерлей Сілва
Вандерле́й Се́зар да Сі́лва (порт. Wanderlei César da Silva; *3 липня 1976, Куритиба, Парана, Бразилія) — бразильський спортсмен, спеціаліст зі змішаних бойових мистецтв (англ. MMA). Чемпіон світу зі змішаних бойових мистецтв у напівважкій ваговій категорії за версією PRIDE (2001 – 2007 роки). Переможець Гран-прі PRIDE у напівважкій ваговій категорії (2003 рік), призер Гран-прі PRIDE у напівважкій (2005 рік) і вільній (2006 рік) вагових категоріях. Чемпіон світу з вале тудо у напівважкій ваговій категорії за версією IVC (1999 рік).
В межах UFC виступи Сілви відзначались такими преміями:
- «Бій вечора» (5 разів)
- «Нокаут вечора» (2 рази)

Журнал «Wrestling Observer Newsletter» двічі визнав Вандерлея Сілву бійцем року: в 2001 і 2004 роках. Його бої з Хідехіко Йосідою та Куінтоном Джексоном «Wrestling Observer Newsletter» відзначав як найкращі бої року в 2003 і 2004 роках. Бій Сілви проти Чака Лідделла отримав премію «Бій року» від видань «Fighters Only» та «Inside Fights» в 2008 році.

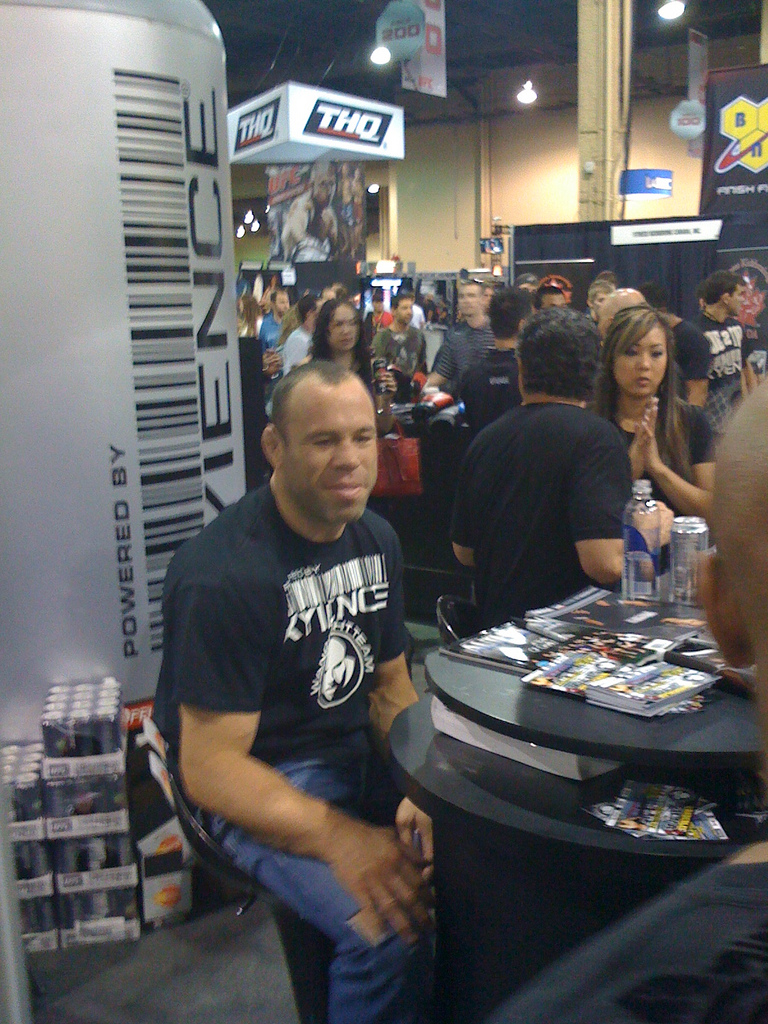
Автограф-сесія Вандерлея Сілви на виставці «UFC Fan Expo». Лас-Вегас, 2009 рік.

## Статистика в змішаних бойових мистецтвах
| Результат   | Противник          | Вага     | Спосіб                                       | Раунд | Час   | Дата              | Місце                   | Подія                                                            | Примітки                                                                        |
| ----------- | ------------------ | -------- | -------------------------------------------- | ----- | ----- | ----------------- | ----------------------- | ---------------------------------------------------------------- | ------------------------------------------------------------------------------- |
| Перемога    | Браян Стенн        | 84-93 кг | Нокаут (удари кулаками)                      | 2     | 4:08  | 3 лютого 2013     | Сайтама, Японія         | «UFC on Fuel TV 8»                                               | Нагороджений преміями «Бій вечора» та «Нокаут вечора».                          |
| Поразка     | Річ Франклін       | 86 кг    | Рішення суддів (одностайне)                  | 5     | 5:00  | 23 червня 2012    | Белу-Оризонті, Бразилія | «UFC 147»                                                        | Нагороджений премією «Бій вечора».                                              |
| Перемога    | Кунг Ле            | 77-84 кг | Технічний нокаут (удари коліньми і кулаками) | 2     | 4:49  | 19 листопада 2011 | Сан-Хосе, США           | «UFC 139»                                                        | Нагороджений премією «Бій вечора».                                              |
| Поразка     | Кріс Лібен         | 77-84 кг | Нокаут (удари кулаками)                      | 1     | 0:27  | 2 липня 2011      | Лас-Вегас, США          | «UFC 132»                                                        |                                                                                 |
| Перемога    | Майкл Біспінг      | 77-84 кг | Рішення суддів (одностайне)                  | 3     | 5:00  | 21 лютого 2010    | Сідней, Австралія       | «UFC 110»                                                        |                                                                                 |
| Поразка     | Річ Франклін       | 88 кг    | Рішення суддів (одностайне)                  | 3     | 5:00  | 13 червня 2009    | Кьольн, Німеччина       | «UFC 99»                                                         | Нагороджений премією «Бій вечора».                                              |
| Поразка     | Куінтон Джексон    | 84-93 кг | Нокаут (удар кулаком)                        | 1     | 3:21  | 27 грудня 2008    | Лас-Вегас, США          | «UFC 92»                                                         |                                                                                 |
| Перемога    | Кіт Джардін        | 84-93 кг | Нокаут (удари кулаками)                      | 1     | 0:36  | 24 травня 2008    | Лас-Вегас, США          | «UFC 84»                                                         | Нагороджений премією «Нокаут вечора».                                           |
| Поразка     | Чак Ліделл         | 84-93 кг | Рішення суддів (одностайне)                  | 3     | 5:00  | 29 грудня 2007    | Лас-Вегас, США          | «UFC 79»                                                         | Нагороджений премією «Бій вечора».                                              |
| Поразка     | Ден Хендерсон      | 84-93 кг | Нокаут (удар кулаком)                        | 3     | 2:08  | 24 лютого 2007    | Лас-Вегас, США          | «Pride 33»                                                       | Втратив титул чемпіона у напівважкій ваговій категорії.                         |
| Поразка     | Мірко Філіпович    | Вільна   | Нокаут (удар ногою)                          | 1     | 5:26  | 10 вересня 2006   | Сайтама, Японія         | «Pride Final Conflict Absolute» Гран-прі PRIDE (півфінал)        |                                                                                 |
| Перемога    | Кадзуюкі Фудзіта   | Вільна   | Технічний нокаут (удари кулаками)            | 1     | 9:21  | 1 липня 2006      | Сайтама, Японія         | «Pride Critical Countdown Absolute» Гран-прі PRIDE (чвертьфінал) | Замінив травмованого Федора Ємельяненко.                                        |
| Перемога    | Рікарду Арона      | 84-93 кг | Рішення суддів (роздільне)                   | 3     | 5:00  | 31 грудня 2005    | Сайтама, Японія         | «Pride Shockwave 2005»                                           | Захистив титул чемпіона у напівважкій ваговій категорії.                        |
| Поразка     | Рікарду Арона      | 84-93 кг | Рішення суддів (одностайне)                  | 3     | 5:00  | 28 серпня 2005    | Сайтама, Японія         | «Pride Final Conflict 2005» Гран-прі PRIDE (півфінал)            |                                                                                 |
| Перемога    | Кадзухіро Накамура | 84-93 кг | Технічний нокаут (удари кулаками)            | 1     | 5:24  | 24 червня 2005    | Сайтама, Японія         | «Pride Critical Countdown 2005» Гран-прі PRIDE (чвертьфінал)     |                                                                                 |
| Перемога    | Хідехіко Йосіда    | 84-93 кг | Рішення суддів (роздільне)                   | 3     | 5:00  | 23 квітня 2005    | Сайтама, Японія         | «Pride Total Elimination 2005» Гран-прі PRIDE (відкриття)        |                                                                                 |
| Поразка     | Марк Хант          | Вільна   | Рішення суддів (роздільне)                   | 3     | 5:00  | 31 грудня 2004    | Сайтама, Японія         | «Pride Shockwave 2004»                                           |                                                                                 |
| Перемога    | Куінтон Джексон    | 84-93 кг | Нокаут (удар коліном)                        | 2     | 3:26  | 31 жовтня 2004    | Сайтама, Японія         | «Pride 28»                                                       | Захистив титул чемпіона у напівважкій ваговій категорії.                        |
| Перемога    | Юкі Кондо          | 84-93 кг | Нокаут (удари ногами)                        | 1     | 2:46  | 15 серпня 2004    | Сайтама, Японія         | «Pride Final Conflict 2004»                                      |                                                                                 |
| Перемога    | Ікухіса Мінова     | 84-93 кг | Нокаут (удари кулаками)                      | 1     | 1:09  | 15 лютого 2004    | Йокогама, Японія        | «Pride Bushido 2»                                                |                                                                                 |
| Перемога    | Куінтон Джексон    | 84-93 кг | Технічний нокаут (удари коліньми)            | 1     | 6:28  | 9 листопада 2003  | Токіо, Японія           | «Pride Final Conflict 2003» Гран-прі PRIDE (фінал)               | Виграв Гран-прі.                                                                |
| Перемога    | Хідехіко Йосіда    | 84-93 кг | Рішення судів (одностайне)                   | 2     | 5:00  | 9 листопада 2003  | Токіо, Японія           | «Pride Final Conflict 2003» Гран-прі PRIDE (півфінал)            |                                                                                 |
| Перемога    | Кадзусі Сакураба   | 84-93 кг | Нокаут (удар кулаком)                        | 1     | 5:01  | 10 серпня 2003    | Сайтама, Японія         | «Pride Total Elimination 2003» Гран-прі PRIDE (відкриття)        |                                                                                 |
| Перемога    | Хіроміцу Канехара  | 84-93 кг | Технічний нокаут (рішення кутового)          | 1     | 3:40  | 24 листопада 2002 | Токіо, Японія           | «Pride 23»                                                       | Захистив титул чемпіона у напівважкій ваговій категорії.                        |
| Перемога    | Тацуя Івасакі      | 84-93 кг | Технічний нокаут (удари кулаками)            | 1     | 1:16  | 28 серпня 2002    | Токіо, Японія           | «Pride Shockwave»                                                |                                                                                 |
| Нічия       | Мірко Філіпович    | Вільна   | Рішення суддів (одностайне)                  | 5     | 3:00  | 28 квітня 2002    | Осака, Японія           | «Pride 20»                                                       |                                                                                 |
| Перемога    | Кійосі Тамура      | 84-93 кг | Нокаут (удар кулаком)                        | 2     | 2:28  | 24 лютого 2002    | Сайтама, Японія         | «Pride 19»                                                       | Захистив титул чемпіона у напівважкій ваговій категорії.                        |
| Перемога    | Александер Оцука   | 84-93 кг | Технічний нокаут (рішення лікаря)            | 3     | 2:02  | 23 грудня 2001    | Фукуока, Японія         | «Pride 18»                                                       |                                                                                 |
| Перемога    | Кадзусі Сакураба   | 84-93 кг | Технічний нокаут (рішення лікаря)            | 1     | 10:00 | 3 листопада 2001  | Токіо, Японія           | «Pride 17»                                                       | Виграв титул чемпіона у напівважкій ваговій категорії.                          |
| Перемога    | Сюнґо Ояма         | 84-93 кг | Технічний нокаут (удари кулаками)            | 1     | 0:30  | 27 травня 2001    | Йокогама, Японія        | «Pride 14»                                                       |                                                                                 |
| Перемога    | Кадзусі Сакураба   | 84-93 кг | Технічний нокаут (удари ногами)              | 1     | 1:38  | 25 березня 2001   | Сайтама, Японія         | «Pride 13»                                                       |                                                                                 |
| Перемога    | Ден Хендерсон      | 84-93 кг | Рішення суддів (одностайне)                  | 3     | 5:00  | 9 грудня 2000     | Сайтама, Японія         | «Pride 12»                                                       |                                                                                 |
| Не відбувся | Гілберт Айвел      | 84-93 кг | Рішення організаторів                        | 1     | 0:21  | 31 жовтня 2000    | Осака, Японія           | «Pride 11»                                                       | Бій визнаний таким, що не відбувся. Причина: неумисний удар в пах з боку Сілви. |
| Перемога    | Гай Мезгер         | 84-93 кг | Нокаут (удари кулаками)                      | 1     | 3:45  | 27 серпня 2000    | Сайтама, Японія         | «Pride 10»                                                       |                                                                                 |
| Перемога    | Тодд Медіна        | 84-93 кг | Нокаут (удари коліньми)                      | 1     | 0:39  | 12 серпня 2000    | Куритиба, Бразилія      | «Meca World Vale Tudo 2»                                         |                                                                                 |
| Поразка     | Тіто Ортіс         | 84-93 кг | Рішення суддів (одностайне)                  | 5     | 5:00  | 14 квітня 2000    | Токіо, Японія           | «UFC 25»                                                         | Бій за титул чемпіона у напіважкій ваговій категорії.                           |
| Перемога    | Боб Шрайбер        | 84-93 кг | Підкорення (удушення руками)                 | 1     | 2:42  | 30 січня 2000     | Токіо, Японія           | «Pride Grand Prix 2000 Opening Round»                            |                                                                                 |
| Перемога    | Дайдзіро Мацуі     | 84-93 кг | Рішення суддів (одностайне)                  | 2     | 5:00  | 21 листопада 1999 | Токіо, Японія           | «Pride 8»                                                        |                                                                                 |
| Перемога    | Карл Греко         | 84-93 кг | Рішення суддів (одностайне)                  | 2     | 5:00  | 12 вересня 1999   | Йокогама, Японія        | «Pride 7»                                                        |                                                                                 |
| Перемога    | Тоні Петарра       | 84-93 кг | Нокаут (удар коліном)                        | 1     | 2:53  | 7 травня 1999     | Бірмінгем, США          | «UFC 20»                                                         |                                                                                 |
| Перемога    | Юджин Джексон      | 84-93 кг | Підкорення (удари кулаками)                  | 1     | 0:32  | 27 квітня 1999    | Бразилія                | «IVC 10»                                                         | Виграв титул чемпіона у напівважкій ваговій категорії.                          |
| Перемога    | Едріан Серрано     | 84-93 кг | Нокаут (удари руками і ногами)               | 1     | 0:22  | 20 січня 1999     | Аракажу, Бразилія       | «IVC 9»                                                          |                                                                                 |
| Поразка     | Вітор Белфорт      | 84-93 кг | Технічний нокаут (удари кулаками)            | 1     | 0:44  | 16 жовтня 1998    | Сан-Паулу, Бразилія     | «UFC: Ultimate Brazil»                                           |                                                                                 |
| Перемога    | Майк Ван Арсдейл   | 84-93 кг | Нокаут (удари руками і ногами)               | 1     | 4:00  | 23 серпня 1998    | Сан-Паулу, Бразилія     | «IVC 6»                                                          |                                                                                 |
| Поразка     | Артур Маріану      | 84-93 кг | Технічний нокаут (рішення лікаря)            | 1     | 13:10 | 15 вересня 1997   | Бразилія                | «IVC 2»                                                          |                                                                                 |
| Перемога    | Ежідіу да Коста    | 84-93 кг | Підкорення (удари кулаками)                  | 1     | 2:27  | 15 вересня 1997   | Бразилія                | «IVC 2»                                                          |                                                                                 |
| Перемога    | Шон Бормет         | 84-93 кг | Нокаут (удар ногою)                          | 1     | 1:19  | 15 вересня 1997   | Бразилія                | «IVC 2»                                                          |                                                                                 |
| Перемога    | Марчелу Барбоса    | 84-93 кг | Технічний нокаут (рішення лікаря)            | 1     | 0:20  | 1 липня 1997      | Бразилія                | «BVF 10»                                                         |                                                                                 |
| Перемога    | Ділсун Філью       | 84-93 кг | Нокаут (удар ліктем)                         | 1     | 3:35  | 1 листопада 1996  | Бразилія                | «BVF 6»                                                          |                                                                                 |